# Archaeospheniscus
Az Archaeospheniscus a madarak (Aves) osztályának pingvinalakúak (Sphenisciformes) rendjébe, ezen belül a pingvinfélék (Spheniscidae) családjába és a Palaeeudyptinae alcsaládjába tartozó fosszilis nem.

## Tudnivalók
A fosszilis Archaeospheniscus pingvinnembe főleg nagytestű madarak tartoznak, azonban közülük a legkisebb, az Archaeospheniscus wimani szamárpingvin- (Pygoscelis papua) méretű volt; a többi elérte a mai királypingvin (Aptenodytes patagonicus) méretét. Ez a pingvinnem a középső vagy késő eocéntól egészen a késő oligocénig maradt fenn, vagyis ezelőtt 50 vagy 34–27 millió évvel.
Az Archaeospheniscus az egyik legkezdetlegesebb pingvincsoport. A fajok felkarcsontjai (humerus) nagyon karcsúak, átmenetet mutatnak az általános madarak repülő szárnyai és a modern pingvinek evezőszárnyai között. A lábcsontjai közül, az úgynevezett tarsometatarsus egyaránt mutat őspingvin jellegzetességet és modern változatot is. Ezekből viszont még nem tudjuk meghatározni, hogy az Archaeospheniscus az őse a mai pingvinnemeknek, vagy csak párhuzamos evolúcióról van szó, mely szerint a közeli rokonságban álló fajoknál egymástól függetlenül hasonló jellegzetességek fejlődnek ki. Nem azonos a konvergens evolúcióval, mert annak során egymással közeli rokonságban nem álló élőlényeknél alakulnak ki meglepő hasonlóságok.

## Rendszerezés
A nembe az alábbi három faj tartozik:
- Archaeospheniscus lopdelli Marples, 1952
- Archaeospheniscus lowei Marples, 1952 - típusfaj
- Archaeospheniscus wimani (Marples, 1953)

### Fordítás
- Ez a szócikk részben vagy egészben  az   Archaeospheniscus című angol Wikipédia-szócikk ezen változatának fordításán alapul.  Az eredeti cikk szerkesztőit annak laptörténete sorolja fel. Ez a jelzés csupán a megfogalmazás eredetét és a szerzői jogokat jelzi, nem szolgál a cikkben szereplő információk forrásmegjelöléseként.